# Nakskov-Kragenæs Jernbane
Nakskov-Kragenæs Jernbane (NKJ) – eller Kragenæsbanen – var en dansk privatbane, der fra 1915 til 1967 gik mellem Nakskov og færgebyen Kragenæs på det nordlige Lolland.

## Historie
Allerede i 1890'erne kom der forslag om "roebanelignende" privatbaner på Nordvestlolland, men det lykkedes at få en rigtig jernbane med i den store jernbanelov fra 1908. 16. september 1912 blev der givet eneretsbevilling til banen. I april 1913 startede anlægsarbejdet, som kun voldte større problemer over mosen mellem Svinsbjerg og Torrig.

## Strækningsdata
- Åbnet 5. marts 1915
- Længde: 26,7 km
- Sporvidde: 1.435 mm
- Skinner: 22,45 kg/m
- Maks. hastighed: 70 km/t
- Nedlagt: 31. marts 1967

Mellem Nakskov Station og Tårsvej var der lagt en 3. skinne i sporet, så Nakskov Sukkerfabriks smalsporede roetog kunne køre der. Roebanerne grenede fra ved Tårsvej, og der lå et vagtskur og et afløbsspor, som sikrede mod at roetogene kunne komme ud på hovedsporet ved en fejl.

## Standsningssteder
- Nakskov station i km 0,0 – forbindelse med Nykøbing Falster og Nakskov-Rødby Jernbane.
- Jødevej trinbræt (uofficielt) i km 0,8.
- Tårsvej trinbræt (uofficielt) i km 1,5.
- Branderslev trinbræt (uofficielt, men med trinbrætsignal) i km 3,5 ved vejen til Nakskov Ladegård, hvis roebanespor banen krydsede i niveau.
- Harpelunde station i km 5,8 med læssespor ved to private varehuse samt et ekstra læssespor til roetog 1938-56. Lå i Sandby, men det navn var optaget af Sandby Station i Odsherred.
- Tjørnevang trinbræt i km 7,0 fra 15. maj 1934.
- Købelev station i km 9,5 med læssespor til roetog, fjernet 1956.
- Onsevig station i km 12,7 lå i Vindeby, men blev opkaldt efter den nærliggende vig for at undgå forveksling med Vindeby på Tåsinge.
- Kastager station i km 15,0 med svinefold og foderstofpakhus. Lå i Utterslev.
- Horslunde station i km 17,0 var banens bedste mellemstation. Havde læssespor med privat varehus og stikspor til enderampe.
- Ørsløkkevej trinbræt i km 18,6 fra 1. december 1928.
- Svinsbjerg station i km 20,1 med svinefold og foderstofpakhus.
- Egholm trinbræt i km 22,0 fra 1923 med delvis nedgravet venteskur ved vejen mod Egholm og Østerskov.
- Torrig station i km 24,1 med ekstra læssespor fra 1917, svinefold og privat varehus – forbindelse med Maribo-Torrig Jernbane, som krævede ekstra spor, remise og drejeskive.
- Kragenæs station i km 26,7 med læssespor, enkeltsporet remise og drejeskive – i de sidste år kørte togene helt ned til færgelejet med færgerne til Fejø og Femø.

### Bevarede stationsbygninger
Stationsbygningerne blev tegnet af den københavnske arkitekt Axel Preisler. Endestationen Kragenæs og den største mellemstation Horslunde havde særligt store stationsbygninger, mens de øvrige var stort set ens. Torrig stationsbygning brændte i marts 2022, og blev nedrevet i september samme år.
- Harpelunde: Stations Alleen 7, Sandby
- Købelev: Provstegårdsvej 1
- Onsevig: Toftevej 122, Vindeby
- Kastager: Jernbanevej 9, Utterslev
- Horslunde: Stationsvej 6
- Svinsbjerg: Højlundsvej 10
- Torrig: Bandholmvej 35 (Nedrevet 2022)
- Kragenæs: Remisevej 4

## Trafikken
1924-41 skabte Maribo-Torrig Jernbane en genvej fra strækningen Horslunde-Kragenæs til Maribo og videre østpå, og den tog noget af Kragenæsbanens trafik – ifølge jernbaneloven skulle godstransporter altid gå den korteste vej. Men det gav også muligheder for samarbejde mellem de to baner, der begge havde driftsfællesskab med Lollandsbanen. En del af Torrigbanens tog blev ført videre fra Torrig til Kragenæs, og til gengæld kørte Torrigbanen et togpar på Kragenæsbanen, som altså fik en bedre kundebetjening gratis.

## Strækninger hvor banetracéet er bevaret
2½ km af banens tracé er bevaret og tilgængeligt.
- Sti mellem Idrætscentret og Tårsvej i Nakskov – her lå det uofficielle trinbræt Jødevej
- Mellem Velovænget og Tårsvej – henne i svinget spredte roebanerne sig ud i landskabet
- Fra Søgårdsvej sydvest for Branderslev går en grusvej mod sydøst og ender på en mark
- Fra Gallevej mod sydøst ved Utterslev Kirke